# Hugh Andrew Young
Hugh Andrew Young, kanadski general, * 1898, † 1982.